# Szophrón
Szophrón (i. e. 5. század) görög költő.
Szürakuszaiból származott, Agathoklész és Damnaszüllisz fia, Xerxész és Euripidész kortársa volt. A görög nyelv dór dialektusában mimusokat írt. Platón állítólag annyira kedvelte a darabjait, hogy néha rajtuk is aludt (párnája alá tette őket). 
Műveiből töredékek sem maradtak fenn. Fia, Xenarkhosz szintén mimusszerző volt.[forrás?]